# فايت (مسيسيبي)
فايت (بالإنجليزية: Fayette, Mississippi)‏ هي مدينة تقع في الولايات المتحدة في Jefferson County. يقدر عدد سكانها بـ 1,614 نسمة ومساحتها 3.1 كم2 وترتفع عن سطح البحر 86 متر.

## التركيبة السكانية
حدّد مكتب تعداد الولايات المتحدة بيانات التركيبة السكانية لفايت في تعداد الولايات المتحدة. في ما يلي، التركيبة السكانية حسب تعدادي 2000 و2010.

### تعداد عام 2000
بلغ عدد سكان فايت 2,242 نسمة بحسب تعداد عام 2000، وبلغ عدد الأسر 775 أسرة وعدد العائلات 543 عائلة مقيمة في المدينة. في حين سجلت الكثافة السكانية 737.5 نسمة لكل كيلومتر مربع (1,910.1/ميل2). وبلغ عدد الوحدات السكنية 843 وحدة بمتوسط كثافة قدره 277.3 لكل كيلومتر مربع (718.2/ميل2).
وتوزع التركيب العرقي للمدينة بنسبة 1.92% من البيض و97.37% من الأمريكيين الأفارقة و0.09% من الأمريكيين الأصليين و0.22% من الأمريكيين ذوي الأصول الآسيوية و0.40% من عرقين مختلطين أو أكثر و0.62% من الهسبانيون أو اللاتينيون من أي عرق.
بلغ عدد الأسر 775 أسرة كانت نسبة 48.8% منها لديها أطفال تحت سن الثامنة عشر تعيش معهم، وبلغت نسبة الأزواج القاطنين مع بعضهم البعض 24.4% من أصل المجموع الكلي للأسر، ونسبة 40.3% من الأسر كان لديها معيلات من الإناث دون وجود شريك،  بينما كانت نسبة 5.4% من الأسر لديها معيلون من الذكور دون وجود شريكة وكانت نسبة 29.9% من غير العائلات. تألفت نسبة 27.2% من أصل جميع الأسر من عدة أفراد يعيشون في نفس المنزل ونسبة 9.8% كانت تتألف من شخص يعيش بمفرده يبلغ من العمر 65 عاماً أو أكثر. وبلغ متوسط حجم الأسرة المعيشية 2.82، أما متوسط حجم العائلات فبلغ 3.46.
بلغ العمر الوسطي للسكان 27.8 عاماً. وكانت نسبة 34.2% من القاطنين تحت سن الثامنة عشر، وكانت نسبة 12.6% بين الثامنة عشر والرابعة والعشرين عاماً، ونسبة 25.6% كانت واقعةً في الفئة العمرية ما بين الخامسة والعشرين والرابعة والأربعين عاماً، ونسبة 16.9% كانت ما بين الخامسة والأربعين والرابعة والستين، ونسبة 8.3% كانت ضمن فئة الخامسة والستين عاماً فما فوق. يوجد لكل 100 أنثى 76.1 ذكر، ويوجد لكل 100 أنثى في الثامنة عشر من عمرها فما فوق 69.6 ذكر.
بلغ متوسط دخل الأسرة في المدينة 13,564 دولارًا، أما متوسط دخل العائلة فبلغ 16,875 دولارًا. وكان متوسط دخل الذكور 20,500 دولارًا مقابل 17,011 دولارًا للإناث. وسجل دخل الفرد الخاص بالمدينة 8,101 دولارًا. وكانت نسبة 44.4% من العائلات ونسبة 48.2% من السكان تحت خط الفقر، وكان من هؤلاء نسبة 58.8% تحت سن الثامنة عشر ونسبة 38.2% في الخامسة والستين من العمر وما فوق.

### تعداد عام 2010
بلغ عدد سكان فايت 1,614 نسمة بحسب تعداد عام 2010، وبلغ عدد الأسر 651 أسرة وعدد العائلات 417 عائلة مقيمة في المدينة. في حين سجلت الكثافة السكانية 530.9 نسمة لكل كيلومتر مربع (1,375.0/ميل2). وبلغ عدد الوحدات السكنية 750 وحدة بمتوسط كثافة قدره 246.7 لكل كيلومتر مربع (639.0/ميل2).
وتوزع التركيب العرقي للمدينة بنسبة 1.61% من البيض و97.89% من الأمريكيين الأفارقة و0.19% من الأمريكيين الأصليين و0.31% من عرقين مختلطين أو أكثر و0.19% من الهسبانيون أو اللاتينيون من أي عرق.
بلغ عدد الأسر 651 أسرة كانت نسبة 38.2% منها لديها أطفال تحت سن الثامنة عشر تعيش معهم، وبلغت نسبة الأزواج القاطنين مع بعضهم البعض 19.2% من أصل المجموع الكلي للأسر، ونسبة 37.6% من الأسر كان لديها معيلات من الإناث دون وجود شريك،  بينما كانت نسبة 7.2% من الأسر لديها معيلون من الذكور دون وجود شريكة وكانت نسبة 35.9% من غير العائلات. تألفت نسبة 32.4% من أصل جميع الأسر من عدة أفراد يعيشون في نفس المنزل ونسبة 9.7% كانت تتألف من شخص يعيش بمفرده يبلغ من العمر 65 عاماً أو أكثر. وبلغ متوسط حجم الأسرة المعيشية 2.48، أما متوسط حجم العائلات فبلغ 3.14.
بلغ العمر الوسطي للسكان 32.4 عاماً. وكانت نسبة 27.8% من القاطنين تحت سن الثامنة عشر، وكانت نسبة 11.4% بين الثامنة عشر والرابعة والعشرين عاماً، ونسبة 24.8% كانت واقعةً في الفئة العمرية ما بين الخامسة والعشرين والرابعة والأربعين عاماً، ونسبة 25.7% كانت ما بين الخامسة والأربعين والرابعة والستين، ونسبة 10.3% كانت ضمن فئة الخامسة والستين عاماً فما فوق. وتوزع التركيب الجنسي للسكان بنسبة 42.5% ذكور و57.5% إناث.

## أعلام
- ريتشارد هاريسون ترولي
- ويليام إي. والاس